# Plany en la mort d’Enric Ribera. Assaig simfònic de documentació biogràfica
Plany en la mort d'Enric Ribera. Assaig simfònic de documentació biogràfica és una obra de teatre del dramaturg valencià Rodolf Sirera escrita el 1972, publicada el 1974 i estrenada per Joan Ollé i el grup de Teatre del Celobert el 1977 al Festival de Teatre de Sitges. Guanyadora dels premis Ciutat de Granollers el 1972, Crítica Serra d’Or el 1975 i Ciutat de Barcelona el 1978. Juntament amb El verí del teatre és una de les obres més celebrades i conegudes de l'autor i és una peça clau del teatre català dels anys setanta i de l'època de la Transició.
Amb el pretext d'exposar la vida de l'actor Enric Ribera, un personatge fictici, l'obra fa un repàs a la història espanyola i valenciana de mitjans del segle xx, des del naixement de l'actor, el 1890, fins a la seva mort el 1972, i planteja el compromís de la figura de l'artista amb la societat i la cultura a la qual pertany. Però el més destacat de l'obra no és el seu argument sinó la seva estructura en forma de collage creada imitant els models de composició musical o simfònica tal com el mateix subtítol de l'obra indica.

## Argument
L'obra comença amb la notícia de la mort de l'actor Enric Ribera, suposadament el més important del teatre valencià del segle xx, en un noticiari cinematogràfic similar al NO-DO. A partir d'aleshores se'ns presenten un seguit de seqüències retrospectives que repassen la vida de l'actor des del seu naixement fins a la seva mort posant especial èmfasi en la seva infantesa, els seus primers contactes amb el teatre, les seves relacions familiars - en especial amb la seva mare i la seva germana, Empar Ribera, també actriu com ell - i la seva activitat durant la Guerra Civil Espanyola i la posterior Dictadura. La peça conclou amb la projecció d'una altra peça informativa, en aquest cas de TVE, amb la crònica de l'enterrament de l'actor.

## Estructura
Tal com expressa el subtítol de l'obra, la peça està composta seguint una estructura paral·lela al d'una simfonia, així doncs, cada escena de l'obra correspon a un moviment simfònic determinat:
- Preludi: Documental del NO-DO amb la notícia de la mort de l'actor Enric Ribera.
- Obertura: Presentació amb dades biogràfiques d'Enric Ribera i de la seva família. Igual que en algunes obertures operístiques s'entreveuen els temes que compondran l'obra: l'obertura d'aquesta peça també conté fragments de textos que aniran reapareixent a la resta de moviments o escenes de l'obra.
- Allegro: Escenes d'infantesa d'Enric Ribera.
- Andante: Primers contactes amb el món del teatre i la política, presentació breu del tema sobre el compromís amb el valencianisme.
- Scherzo: Exploració de la relació amb la seva germana Empar Ribera.
- Adagio: Període de la Guerra Civil, se centra en l’activitat de Ribera amb relació al bàndol republicà.
- Coda: Període de postguerra, comença amb l'últim part de la Guerra Civil Espanyola i ensenya el canvi de posició política d'Enric Ribera respecte a la Guerra Civil i a la República.
- Epíleg: Notícia de TVE sobre l'enterrament d'Enric Ribera.

El Preludi i l'Epíleg són les úniques seqüències de l'obra que passen en el temps present. La resta de seqüències o escenes són en temps passat respecte el públic lector o espectador.

## Composició
L'obra està força influenciada pels plantejaments del teatre èpic de Bertolt Brecht i del teatre documental de Peter Weiss que es difongueren, juntament amb l'obra d'altres autors alemanys, pels territoris de parla a catalana a mitjans dels anys seixanta. Tanmateix, la seva estructura que prova d'imitar els models del llenguatge musical l'allunya de qualsevol semblança amb altres peces del moment i fa difícil la seva adscripció en un estil concret.
Tal com assenyala el filòleg valencià Ramon X. Rosselló aquesta obra té un cert paral·lelisme amb una creació anterior de Rodolf Sirera i del seu germà Josep Lluís Sirera: Homenatge a Florentí Montfort, escrita el 1971 i estrenada el 1972 pel grup teatral El Rogle. Ambdues obres presenten la biografia d'un personatge fictici amb l'objectiu de satiritzar o denunciar determinats comportaments i actituds de la societat contemporània valenciana.
La complexitat de l'obra no radica només en la seva estructura musical sinó en la barreja intencionada que s'hi fa entre realitat i ficció, component característic del teatre documental. Malgrat que els personatges principals de l'obra són inventats, la majoria dels fets i localitzacions que s'hi esmenten són ben reals. De fet, alguns estudiosos remarquen que l'actitud d'Enric Ribera durant la Guerra Civil i la Dictadura rememora a la de Jacinto Benavente, Premi Nobel de Literatura el 1922,durant la mateixa època. En una entrevista amb Jaume Fuster, el mateix autor reconegué haver tingut la figura de l'escriptor madrileny en consideració malgrat afirmar que el personatge d'Enric Ribera no hi estava inspirat.
Igualment, la peça conté diversos fragments de textos reals - alguns lleugerament modificats respecte als originals - de gèneres tant literaris com no literaris. Els més destacats són: el pròleg de Los intereses creados i l'escena final de Santa Rusia, ambdues obres de Jacinto Benavente; un fragment del tercer acte d’El trovador, de García Gutiérrez, drama romàntic estrenat el 1836; un fragment del poema “Lo temps és tal que tot animal brut...”, d'Ausiàs March; fragments de diversos llibres infantils dels anys quaranta amb narracions sobre la màrtir Eulàlia i sant Vicent Ferrer; el sisè manament de la Bíblia i un fragment del programa del Partit Sindicalista de Catalunya a més de ressenyes periodístiques, crítiques teatrals i el cèlebre últim part de la Guerra Civil. Tal com assenyala Rosselló, és difícil establir el nombre exacte de textos que empra Sirera en la seva obra, però podrien tractar-se d'una quarantena o una cinquantena de textos diferents.

Aquesta diversitat de textos i referències es presenten a l'obra sense cap acotació que identifiqui el personatge que les diu i gairebé sense cap altra acotació escènica, fet que augmenta la complexitat del conjunt. Tanmateix, en un intent d'imitar les formes pròpies del llenguatge musical, Rodolf Sirera juga amb diversos recursos estilístics, com la tipografia de les lletres, els interlineats o la disposició dels textos dins de les pàgines, per tal d'individualitzar les veus que intervenen a l'obra com si fossin diferents instruments o veus d'una simfonia o cant coral; així mateix o expressava Josep Maria Benet i Jornet al pròleg de l'edició de l'obra de 1982 per a la col·lecció «El Galliner» d'Edicions 62. Igualment, a les notes prèvies de la primera edició el mateix Sirera afirma:

| «                                                          | Jo hauria desitjat disposar d’una espècie de columnes per agrupar els textos que, podem dir-ne, pertanyen a un mateix instrument o grup d’instruments, marcar-hi les pauses, indicar la durada dels silencis, explicar el ritme i els contrapunts, però això és, com bé podeu comprendre, absolutament impossible, almenys ara per ara. | » |
| — Rodolf Sirera, Notes prèvies a la primera edició de 1982 | |   |
Benet i Jornet també reconeix la dificultat de posar en escena aquesta obra a causa de la seva complexitat formal que atorga al director una llibertat i una responsabilitat gairebé absolutes en aquest aspecte. Als aclariments tècnics de l'edició de l'obra de 1982 el mateix autor així ho explica:
| «                                                                 | No hi ha espai –com no hi ha temps– organitzat en el sentit planer del terme. Treballem únicament amb dues parts: Enric Ribera i els altres; tant se val que aquests siguen tres com vint-i-quatre. Tampoc no assenyalem els parlaments com és habitual sinó que us oferim les parts totes seguides. Distribuir-les d’una o d’altra manera és tasca que correspon al director d’escena, a la creativitat del qual encomanem aquest espectacle. No oblideu, però, que les parts solistes dels actors, com una simfonia, no es poden donar sense cap base sonora, i que cal, per tant, construir-ne una, suficientment, expressiva, adequada al desenvolupament general de l’acció, i al ritme particular de les seqüències. | » |
| — Rodolf Sirera, Aclariments tècnics a l'edició de l'obra de 1982 | |   |

## Significació
Més enllà de l'experiment formal en la seva composició, on radica el principal valor literari de l'obra, la peça esdevé una reflexió crítica sobre la història dels valencians i del paper que determinats intel·lectuals o artistes van jugar en l'evolució del segle xx. Altres temes que s'hi tracten són la vigència política del valencianisme i la qüestió lingüística al País Valencià; l'obra esdevé un retrat conscient del bilingüisme (o de la diglòssia) al País Valencià a través dels usos lingüístics dels seus personatges.

## Curiositats
Una gravació del muntatge original de 1977 fou emesa pel circuit català de Televisió Espanyola el 1979.
Originalment l'obra fou publicada el 1974 en edició bilingüe, traduïda pel mateix autor, a Pipirijaina Textos, i el 1982 ja es publicà a la col·lecció «El Galliner» d'Edicions 62. El 1995 s'inclou dins un volum de Les millors obres de la literatura catalana, titulat Teatre, a càrrec d'Enric Gallén, dedicat a la producció escènica catalana de la segona meitat del segle xx; la peça hi apareix juntament amb les obres Ball robat de Joan Oliver, Homes i no de Manuel de Pedrolo i Desig de Josep Maria Benet i Jornet.
Benet i Jornet fa un homenatge a aquest text en la seva obra E.R. de 1994, titulada a partir de les sigles del nom d'Empar Ribera, germana d'Enric, i que esdevé el personatge sobre el qual gira la trama de la seva obra.